# Сельбилляр
Сельбилляр (в переводе с крымскотатарского означает «Кипарисовая роща» («сельби» — кипарис; «ляр» — мн. число)) — усадьба имение князей Барятинских расположенная в Крыму, в северо-западной части города Ялты, в селе Аутка.

## История
Усадьба Сельбилляр была построена в 1892—1894 годах по проекту русского архитектора Н. П. Краснова, автора многих знаменитых крымских дворцов, в числе которых бывшая царская резиденция — Белый дворец в Ливадии.
Последняя хозяйка, парализованная княгиня Надежда Александровна Барятинская была расстреляна в Багреевке в 1920 году во время красного террора в Ялте вместе с беременной дочерью Ириной (1880—1920), её мужем Сергеем (1876—1920) и отцом мужа И. С. Мальцовым (1847—1920).

## Архитектура и современное состояние
В 1892 на участке в 13,5 гектар начались работы по постройке усадебного дома в стиле итальянского Ренессанса. Усадьба включала 10 жилых помещений, 4 хозяйственных и один винный подвал. Двухэтажное каменное здание площадью в 1100 м² c большими комнатами с высокими потолками, светлым вестибюлем, внутренней парадной лестницей, и балюстрадной галереей расположено посередине прекрасного парка. Комнаты обставлены мебелью из красного дерева и карельской березы. Интерьер украшали китайские, японские, голландские вазы. Прекрасно подобранные фарфоровые и стеклянные художественные фигуры, бронзовые канделябры и зеркала в мраморной оправе, а также круглые кабинетные, настенные часы придают внутреннему интерьеру усадьбы раскошный вид и наполняют уютом. Парадная лестница покрыта ковровой дорожкой. Усадьба имела электрическое освещение, отапливалась шестью голландскими печами и двумя каминами. В парке, перед домом и вокруг, были высажены 3000 кипарисов, дубов, грабов, реликтовых, субтропических и других экзотических растений, а также устроен искусственный грот. Благодаря садовнику Игнатию Вержуцкому, которого княгиня очень ценила, парк утопал в цветах. В наше время парк разделили на 4 лечебные фитозоны, и теперь прогулки по нему — это не только отдых, но и оздоровление.
Известно, что в имении: «На участке в 3 десятины 1200 кв. сажен виноградник, засаженный такими сортами, как Мускат, Педро, Сотерн, Серсиаль, Саперави. Среднегодовой урожай винограда колебался от 200 до 300 пудов. Виноградник был передан в арендное пользование. Имение в качестве арендной платы получало 33 % всего выращенного урожая. На плантации площадью в 1 десятину 1200 кв. сажен ежегодно собиралось до 40 пудов американского табака Дюбек. В саду, занимавшем 1200 кв. сажен, выращивались груши, яблони, миндаль, орехи, приносившие до 100 пудов плодов. В имении росли и бананы, и экзотические фрукты. Огород обеспечивал потребности имения в овощах. Парк занимал 1 десятину 1200 кв. сажен, а 4 десятины оставались под дикорастущим лиственным лесом (дуб, граб) с небольшими вкраплениями культурных насаждений в виде кедров и кипарисов. Имение снабжалось водой из собственного источника, причем имелся специально устроенный резервуар на 40 тысяч ведер и водопровод». C января 1918-го по ноябрь 1920 года, во время Гражданской войны имение было два раза национализировано — сначала большевиками Республики Тавриды, а затем Крымской Советской Социалистической Республикой. В марте 1921 года в усадьбе устроили Ялтинский народно-художественный музей, в который свозили конфискованные произведения искусства из южнобережных имений.
Во время землетрясения в 1927 году здание было частично разрушено, а хранящиеся в нём полотна и предметы передали в музеи Севастополя, Симферополя и Алупки. После землетрясения, в 1929—1930 годах усадьбу восстановили. Были отремонтированы юго-западный, юго-восточный и северо-восточный углы 2-го этажа здания, произведён ремонт перемычек оконных и дверных проемов, подземные водосточные трубы были заменены на открытые лотки.
В 1929 году в имении разместился противотуберкулезный санаторий, позже — общесоматический санаторий. В 1941 году в годы Великой Отечественной войны в здании размещался военный госпиталь, а после освобождения города от фашистских захватчиков — институт климатотерапии им. Сеченова. С 1952 года в усадьбе был организован санаторий им. С. М. Кирова. Вокруг особняка, построены многоэтажные лечебно-диагностические и жилые корпуса, а также здание столовой, спортплощадка, дорожки покрыли асфальтом и бетонной плиткой, а перед корпусами разбили клумбы. Сегодня[когда?]

 санаторий называется «Kirov holiday center».
Сам особняк князей Барятинских, в котором в настоящее время располагается административная часть санатория, является историко-архитектурным памятником. С 20 декабря 2016 года в Российской Федерации объект культурного наследия Дом княгини Н. А. Барятинской (архитектор Н. П. Краснов)